# Иданфирс
Иданфирс (др.-греч. Ιδάνθυρσος по Геродоту, Ἰδανθούρας по Ферекиду или Ινδάθυρσις по Арриану, позднее лат. Ianthyri, Iancyrus по Юстину, Antyro по Орозию) — верховный царь скифов, сын Савлия, внук Гнура. При нём младшими царями были Скопасис и Таксакис. Возглавлял Скифское царство в конце VI в. до н. э. в период войны с персидским царём Дарием I около 512 г. до н. э. Эту войну описал Геродот в «Истории» (IV книга).

## События, предшествовавшие войне с персами
Многие детали правления Иданфирса остались неизвестны, поскольку большинство античных авторов основное внимание уделяли освещению скифо-персидской войны и связанных с ней событий.
У Геродота причиной войны явственно обозначена завоевательная политика персидских царей, однако, формальным поводом он называет нашествие скифов во времена Мадия на Мидию, правопреемником которой себя считали персидские цари. Как следует из дальнейшего рассказа этот повод был озвучен царём Дарием, чтобы предотвратить объединение народностей Восточной Европы перед угрозой завоевания: на совете, на который скифы пригласили царей своих соседей, скифов поддержали только гелоны, будины и савроматы, а агафирсы, невры, андрофаги и меланхлены отказались участвовать в войне, заявив, что скифы сами виноваты, надеясь на то, что Дарий идёт войной только против скифов.
Ктесий приводит детали, которые отсутствуют у других авторов: Дарий приказал своему сатрапу в Каппадокии Ариарамну совершить набег против скифов и захватить пленников. Ариарамн с войском переправился на 30 пятидесятивёсельных кораблях, захватил в плен какое-то число скифов, в том числе некоего брата царя — Марсагета, который за какие-то провинности находился под арестом, закованный в кандалы. Скифский царь в гневе написал Дарию дерзкое письмо, Дарий ответил так же, после чего и пошёл войной.
Согласно Помпею Трогу (в изложении Юстина) персидский царь просил у Иданфирса (Ianthyri, Iancyrus) дочь себе в жёны, а получив отказ, начал войну. Эту же историю повторяет Павел Орозий, а за ним многие поздние авторы.

## Ход скифо-персидской войны
Основным и наиболее ранним источником о ходе войны является IV книга Истории Геродота. По Геродоту, скифы разделили свои силы на части: Иданфирс возглавил основное войско, Таксак — скифов, будинов и гелонов, а Скопас — скифо-савроматское наиболее мобильное объединение, которое заманивало персов вглубь страны не вступая в бой. Свои семьи и имущество с арены боевых действий скифы заранее вывезли далеко на север.
При вторжении Дария скифы применили тактику выжженной земли: разрушая переправы, засыпая источники и колодцы, уничтожая посевы и пастбища, они лишали наступающее войско запасов воды и продовольствия, а при попытках остановиться совершали налёты на лагеря персов, а также перехватывали отряды, которые персы посылали на поиски припасов в незнакомой стране.
Затем скифы последовательно заманили персидскую армию во владения невров, андрофагов и меланхленов, которые не ожидали нападения, и когда завоеватели начали разорять их, массово бежали на север. Потом персы нашли какой-то покинутый жителями деревянный город и сожгли его.
Спустя некоторое время персы (согласно Геродоту) достигли Танаиса (Дона) и начали строить укрепления, готовясь к решающим сражениям. Однако никаких сражений не было, поскольку скифы, находясь в недосягаемости, в бой не вступали. Дарий бросил недостроенные укрепления и возобновил движение, пытаясь догнать постоянно отступающих скифов и савроматов.
В итоге измотанное длительным переходом войско персов оказалось в безлюдной степи без достаточных припасов. Осознав своё рискованное положение, Дарий, по совету одного из сановников, оставил в лагере слабых и раненых, чтобы обмануть скифов, а сам с остальным войском ночью тайком покинул лагерь и устремился к Дунаю по известному ему пути. Когда скифы обнаружили отсутствие Дария и основных сил персов, они бросились в погоню по кратчайшей дороге и поэтому прибыли к Дунаю раньше персов, где застали греков, караулящих мост. Скифы предложили грекам разрушить мост, чтобы дать им возможность добить измотанное войско противника и тем самым избавиться от власти Дария. Однако, дежурившие у моста греки, которые были правителями ионийских городов, получившими власть от Дария, внешне согласившись со скифами, разобрали только часть моста, а при подходе персов быстро восстановили переправу и так спасли Дария и его войско.
Историки по-разному оценивают рассказ Геродота: распространено мнение, что персы не заходили вглубь Скифии так далеко («за Танаис»). Например, согласно Ктесию Дарий проник в Скифию на 15 дней пути и бежал обратно, однако не ясно, какой вид передвижения и с какой скоростью подразумевается. Страбон считал, что персы воевали со скифами в «Гетской пустыне», что под этим подразумевается — неясно, поскольку современниками Страбона были геты или даки, временно расширившие свои владения на востоке примерно до низовий Днепра.
После вторжения Дария, согласно некоторым источникам скифы приблизительно между 507 и 496 годами до н. э. предпринимали военные действия против гетов и разрушили город Истрию. Далее скифское войско (вероятно возглавляемое Иданфирсом) совершило поход в сторону Малой Азии до Геллеспонта, но не смогли переправиться на другой берег.
Также скифы предпринимали попытки заключить союз с греками и вели (дата неизвестна, по разным оценкам между 513 и 493 годами до н. э.) переговоры со спартанским царём Клеоменом (спартанцы традиционно считались главными среди греков до возвышения Афин). Вероятно, все эти события также относятся к периоду правления Иданфирса.

## Оценки личности Иданфирса
По данным источников Иданфирса оценивают, как хорошего военачальника и правителя с чувством собственного достоинства. Согласно Геродоту на слова Дария, посланные скифскому царю, что он, якобы, должен или сразиться с ним или признать его власть, а не убегать от него с войском, Иданфирс ответил: 

«Вот я каков, перс. Никогда прежде я не убегал из страха ни от кого, не убегаю и от тебя, и теперь я не сделал ничего нового сравнительно с тем, что обыкновенно делаю в мирное время. Почему я не тороплюсь сразиться с тобой, и объясню тебе это. У нас нет городов, нет засаженных деревьями полей, нам нечего опасаться, что они будут захвачены или опустошены, нечего поэтому и торопиться вступать с вами в бой. Если вам необходимо ускорить сражение, то вот: есть у нас гробницы предков, разыщите их, попробуйте разрушить, тогда узнаете, станем ли мы сражаться с вами из-за этих гробниц или нет. Раньше мы не сразимся, раз это для нас невыгодно. Вместо земли и воды я пошлю тебе такие дары, какие ты заслуживаешь, а за то, что ты смеешь называть себя моим владыкой, я ещё расплачусь с тобой.»
Потом Иданфирс прислал Дарию в подарок птицу, мышь, лягушку и пять стрел, при этом посыльный сказал, что ничего не может объяснить, а персы сами догадаются, если у них хватит ума. Один из придворных Дария истолковал смысл даров так: 

«Если вы, персы, не улетите, как птицы, в небеса, или, подобно мышам, не скроетесь в землю, или, подобно лягушкам, не ускачете в озера, то не вернётесь назад и падёте под ударами этих стрел»
 Справедливость этого толкования подтвердилась дальнейшими событиями.
Сюжет с дарами есть у другого автора Ферекида Леросского (от его сочинения сохранилось всего несколько фрагментов), писавшего в том же V веке до н. э., что и Геродот, с разницей в том, что вместо стрел назван плуг (возможно сохранившийся фрагмент восходит к испорченному тексту, у Геродота плуг упоминается в легенде о предках скифов от Таргитая).